# نیوبری، انتاریو
نیوبری، انتاریو (به انگلیسی: Newbury) یک روستا در کانادا است که در شهرستان میدلسکس، انتاریو واقع شده‌است.

## خصوصیات
نیوبری  ۴۴۷ نفر جمعیت دارد.